# Haematopota yunnanoides
Haematopota yunnanoides är en tvåvingeart som beskrevs av Xu 1991. Haematopota yunnanoides ingår i släktet Haematopota och familjen bromsar.
Artens utbredningsområde är Sichuan (Kina). Inga underarter finns listade i Catalogue of Life.